# Ферран, Жак
Жак Ферран (фр. Jacques Georges Ferrand; 14 января 1943, Париж — 27 декабря 2007, Соншам, Ивелин) — французский генеалог, собиратель материалов о русском дворянстве в эмиграции.
На протяжении 35 лет Ферран общался с русскими эмигрантами первой волны и их потомками, собирая разрозненные генеалогические сведения. В 1970-е гг. подготовил своды потомства фельдмаршалов М. И. Кутузова, А. В. Суворова, П. С. Салтыкова вплоть до наших дней.
Продолжая дело Н. Ф. Иконникова, Ферран издал несколько томов, в которых проследил судьбу княжеских и графских фамилий России с 1917 года до конца XX века. Автор книг о Романовых, Юсуповых, Оболенских, Набоковых, Кугушевых, Мусиных-Пушкиных. Особенно известен его свод внебрачного потомства Романовых.
Помимо родословных росписей, публиковал на собственные средства собранные им воспоминания эмигрантов, указатели захоронений русских дворян в Европе и серию «Русское дворянство: Портреты» (свыше 4000 фотопортретов из частных эмигрантских архивов). Также ему принадлежит сочинение об Арине Родионовне и других нянях русских дворян.
В 1997 году Ферран сопровождал потомков Романовых в Санкт-Петербург на выставку «Романовы — через годы», автором и идейным вдохновителем которой он был. О притязаниях Кирилловичей на престолонаследие отзывался критически. Способствовал становлению отдела генеалогии Государственного музея А. С. Пушкина.
Погиб в автомобильной катастрофе 27 декабря 2007 года.

## Основные труды
- Les familles princières de l’ancien Empire de Russie («Княжеские роды бывшей Российской империи»; т. 1-3, 1978-80)
- Les families comtales de l´ancien Empire de Russie en emigration («Графские роды бывшей Российской империи в эмиграции», 1983)
- Familles princières de Géorgie («Княжеские роды Грузии», 1983)
- Noblesse russe: portraits («Русское дворянство: портреты», т. 1-5, 1985-96)
- Descendances naturelles des souverains et grand-ducs de Russie de 1762 à 1910 («Внебрачные потомки государей и великих князей России с 1762 по 1910 годы», 1995)
- Il est toujours des Romanov!: les Romanov en 1995 («Романовы навсегда!», 1995)